# شالوده عمیق

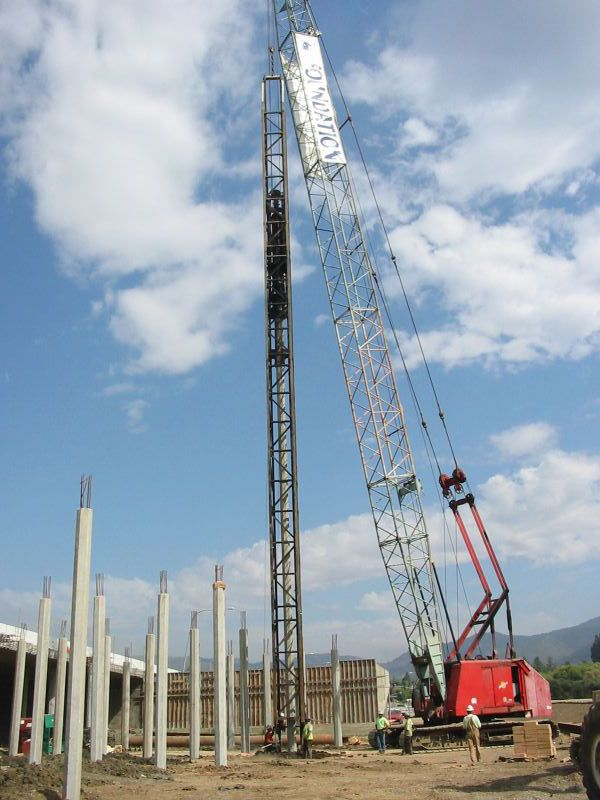
نصب پی عمیق برای پلی در کالیفرنیای آمریکا.

پی عمیق یا شالوده عمیق (انگلیسی: Deep foundation) نوعی پی ساختمانی است که بار ساختمان (بار محوری،بار جانبی و لنگر) را به لایه های عمیق و باربر خاک که در زیر بستر سازه قرار دارند، منتقل می کند.
این پی‌ها عمدتاً شامل شمع بوده و در آن‌ها نسبت عمق به عرض پی بیشتر از ۱۰ است. شمع استوانه‌ای طولانی (یا مقاطعی با اشکال دیگر) از مصالحی با مقاومت بالا، از جمله بتن است که در خاک رانده‌شده تا به عنوان تکیه گاهی محکم برای سازه ساخته‌شده روی آن عمل کند.

## شمع کوبشی
یکی از انواع شالوده‌های عمیق، شمع کوبشی است. در این نوع شالوده، شمع بتنی (یا دیگر مواد مانند فولادی یا چوبی) از قبل ساخته شده و در محل توسط چکش هیدرولیکی به درون زمین کوبیده می‌شود.

## شمع درجا
بر خلاف شمع‌های کوبشی، شمع درجا در محل ساخته می‌شود. جنس این شمع‌ها بتنی است. در اجرای این شمع‌ها ابتدا چاهی با ابعاد شمع مورد نظر در محل حفاری شده و قفسه آرماتورها در آن قرار داده می‌شوند. سپس بتن ریزی انجام می شود. این شمع ها می توانند دارای غلاف فولادی نیز باشند..